# Židé v Česku
Židé v Česku náleží k aškenázské židovské populaci. První Židé se na území dnešního Česka usídlili jistě již na počátku formování přemyslovského státu, před 10. stoletím. Nejvýznamnější byla od počátku pražská komunita (v Židovském městě), její osídlení se však rozšířilo do mnoha větších i menších obcí (kehilot, heb. קהילה), o čemž dodnes vypovídá množství hřbitovů, bývalých synagog a čtvrtí, mezi nimi např. třebíčské Zámostí, zapsané na seznamu Světového dědictví.
Židé byli v nerovnoprávném postavení tolerované menšiny, do značné míry závislé na přízni panovníka. Situace tak kolísala od relativní prosperity (období vlády Přemysla Otakara II. či Rudolfa II.), až po vyhnání Židů ze země za Marie Terezie a pogromy ve středověku, například za vlády Karla IV.. Postavení Židů se začalo zlepšovat až v době osvícenství za Josefa II., v 19. století došlo k jejich zrovnoprávnění a začalo docházet k částečné asimilaci s většinovým obyvatelstvem. Během nacistické okupace za druhé světové války došlo k tragédii holokaustu, kterou nepřežilo na 80 tisíc českých, moravských a slezských Židů. Ty připomíná Památník obětí šoa. Židovskou menšinu, které nebyl nakloněn ani komunistický režim, tak po obnovení demokracie tvoří jen zlomek původního počtu.
Podle American Jewish Year Book žilo roku 2012 v České republice 3 900 židů. Podle předběžných výsledků ze sčítání lidu roku 2011 se k židovskému vyznání přihlásilo 1 132 obyvatel. Federace židovských obcí (FŽO) však uvádí, že registruje okolo 3 000 svých členů, a celkový počet Židů v Česku odhaduje na 15–20 tisíc.
V současné době v Česku působí 10 židovských obcí (z toho 7 v Čechách a 3 na Moravě), seskupených pod Federací židovských obcí. Bohoslužby se konají ve čtyřech synagogách v Praze (Španělské, Jeruzalémské, Staronové a Vysoké synagoze), dále v Brně, Plzni, Liberci, Teplicích, Děčíně, Olomouci, Ostravě a nepravidelně i v nově rekonstruované synagoze v Krnově. V Praze funguje několik košer restaurací, od roku 2014 pak jediný košer hotel ve střední Evropě. Vzdělání je poskytováno na židovské základní škole a gymnáziu v Praze.

## Doba přemyslovská

### Počátky židovského osídlení
První písemná zmínka o židovském osídlení v českých zemích pochází z 10. století, kdy územím českého knížectví procházel kupec a diplomat Ibráhím ibn Jákúb (asi roku 965). Důvěryhodnost dřívějších zmínek je nejasná, a nejsou proto obecně přijímány. V tomto období Židé hráli stěžejní roli v zahraničním obchodu vznikajícího českého knížectví – Židé importovali do Prahy zlato (těžilo se v Súdánu a převáželo se přes Španělsko), kde je vyměňovali za koně, kožešiny, a zvláště za slovanské otroky. První židovské komunity vznikly v Praze, jako obchodní osady v pražském podhradí, na Újezdě a na Vyšehradě. Tyto osady požívaly jisté míry autonomie, právní ochrana Židů však byla dosud značně nejistá. Během první křížové výpravy bylo židovské obyvatelstvo roku 1096 vydáno napospas drancování, před kterým množství Židů uprchlo do Polska či Uher. Židovské osady pod Vyšehradem a na Újezdě zanikly a židovská čtvrť se přesunula na území dnešního Josefova.

### Uzavření do ghett a Statuta Judaeorum

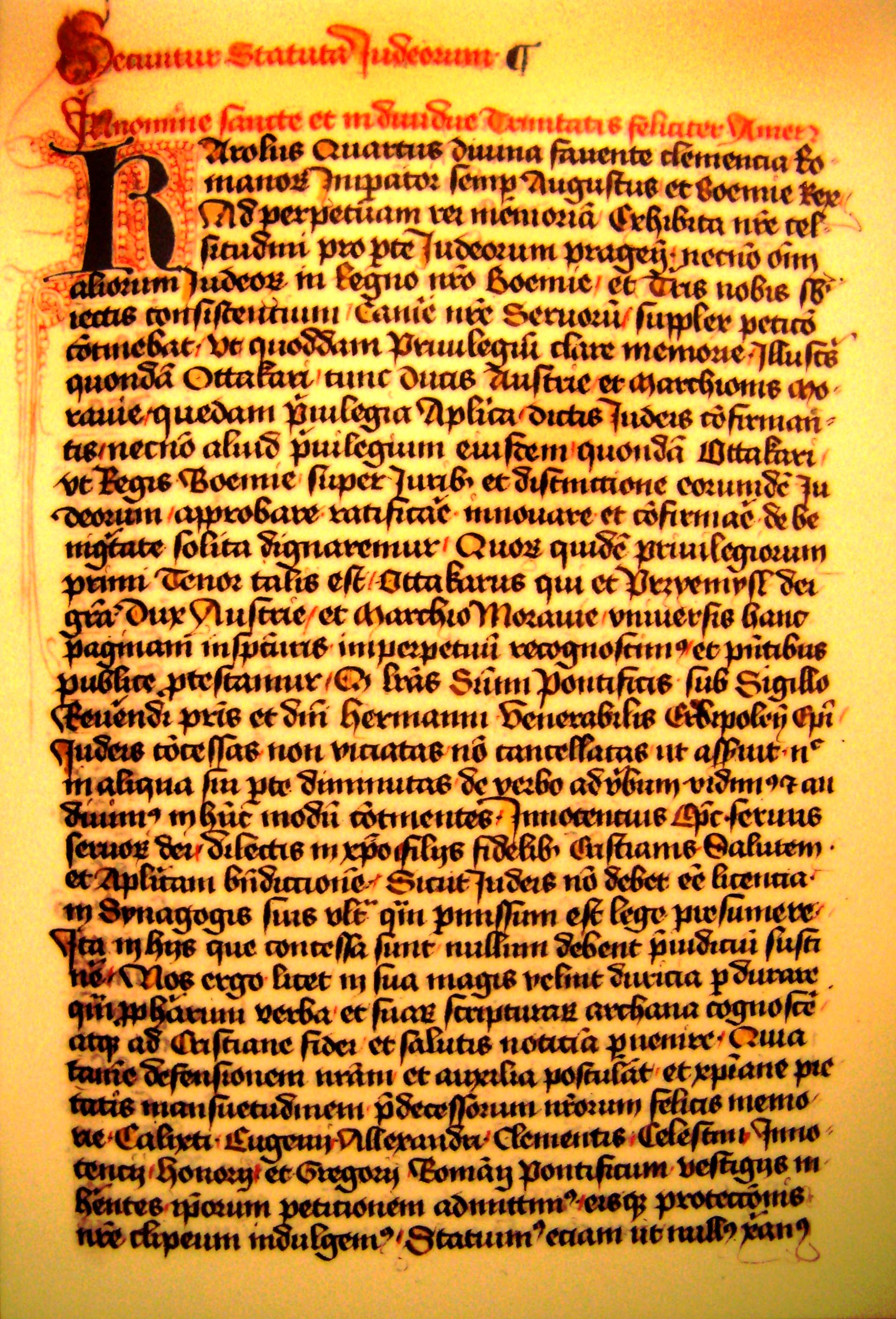
Statuta Iudaeorum potvrzená Karlem IV.

Po křižáckých masakrech si židé uvědomili, že pouhé obchodní smlouvy jim bezpečnost nezajistí, a tak hledali ochranu u samotného panovníka. Postavení židů se stalo ještě více nejisté po Třetím (1179) a Čtvrtém lateránském koncilu (1215), které nařídily segregaci židů od křesťanského obyvatelstva, židům přikázaly nosit zvláštní označení (většinou žluté kolečko nebo žlutý klobouk) a zároveň omezily jejich možnosti obživy, takže mimo ghetto mohli provozovat de facto jen obchod a finančnictví. Napětí mezi židovským a křesťanským obyvatelstvem, podněcované církevním antijudaismem, se stále zvyšovalo, docházelo k přepadávání židů, až nakonec papež Inocenc IV. vydal dvě buly, zakazující jakékoli násilnosti vůči židům.
Nepokojům se snažili předcházet i čeští králové, kteří však nastalé situace využili ke svému prospěchu. První privilegia vydal židům Václav I. (jeho obsah však zůstává neznámý) a Přemysl Otakar II., který je vydal někdy mezi lety 1254–1262, pod názvem Statuta Iudaeorum. Židé se tak dostali do zvláštního postavení servi camerae regiae (služebníků královské komory), kdy se stali královským majetkem, a jakýkoli útok na židy byl tudíž považován za útok na majetek královské komory a podle toho byl také trestán. Za královskou ochranu museli židé ovšem náležitě platit daně a ochotně poskytovat panovníkovi půjčky.

### Významné komunity a osobnosti

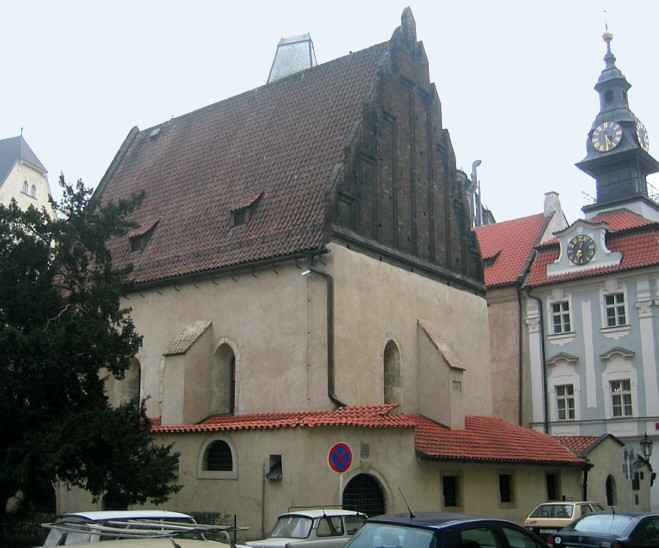
Staronová synagoga, jedna z nejstarších synagog na světě

V té době (tj. 2. polovině 13. století) byli židé usazeni už na několika místech v českých zemích, zejména ve významných obchodních centrech (Praha, Brno, Olomouc, Jihlava, Znojmo, Litoměřice, Příbram) a v Praze byla také vybudována dvoulodní gotická Staronová synagoga, na které se podepsaly francouzské a porýnské vlivy. Ve větších městech židovské osídlení tvořilo 100–200 lidí, v menších městech však maximálně dvě rodiny.
Hlavní centrum židovské vzdělanosti se nacházelo právě v Porýní a Španělsku, a české země tak ležely stranou od hlavních středisek židovského osídlení. Do českých zemí vzdělanci z francouzských a porýnských ješiv tak přicházeli jen občas, aby zde vyučovali další žáky. Mezi nejvýznamnější učence, kteří v českých zemích pobývali, patří zejména Jicchak ha-Lavan, Petachja ben Jakob či Jicchak ben Moše.
V hebrejské literatuře, psané na území českých zemí, jsou doloženy české glosy (např. v nejstarším dochovaném hebrejském rukopisu v českých zemích, tzv. Chebské bibli), které naznačují možnost, že se tehdy židé mohli dorozumívat česky (viz lešon Kenaan). Náhrobní nápisy svědčí o tom, že židé dokonce někdy užívali česká jména. Běžná však byla zřejmě také vedle dialektů hebrejštiny i němčina.

## Doba lucemburská a husitská

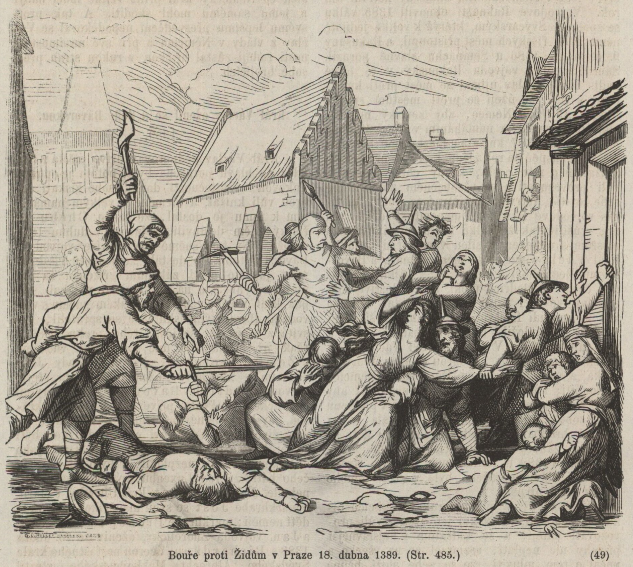
Pražský pogrom o Velikonocích roku 1389 (Česko-moravská kronika, 1868)

Nástup Lucemburků na český trůn přinesl židům v českých zemích větší stabilitu. Ačkoli Karel IV. dovolil říšským městům uspořádat protižidovské pogromy, v samotné Koruně české židy chránil, takže masivní vlna židovských pogromů, která v západní Evropě řádila na přelomu 40. a 50. let 14. století a byla spojena s šířením morové nákazy, se českým zemím až na ojedinělé výjimky vyhnula (pogromy se odehrály ve Znojmě roku 1338, ve Vratislavi a Praze roku 1349, a v Chebu roku 1350). Důvody Karlovy ochrany byly především ekonomické, takže ačkoli byli ochráněni před fyzickým napadením, bylo rušení křesťanských dluhů u židů poměrně běžné. Židé se také nezřídka stávali oběťmi kriminality a nadále trvala omezení z předcházejících staletí.

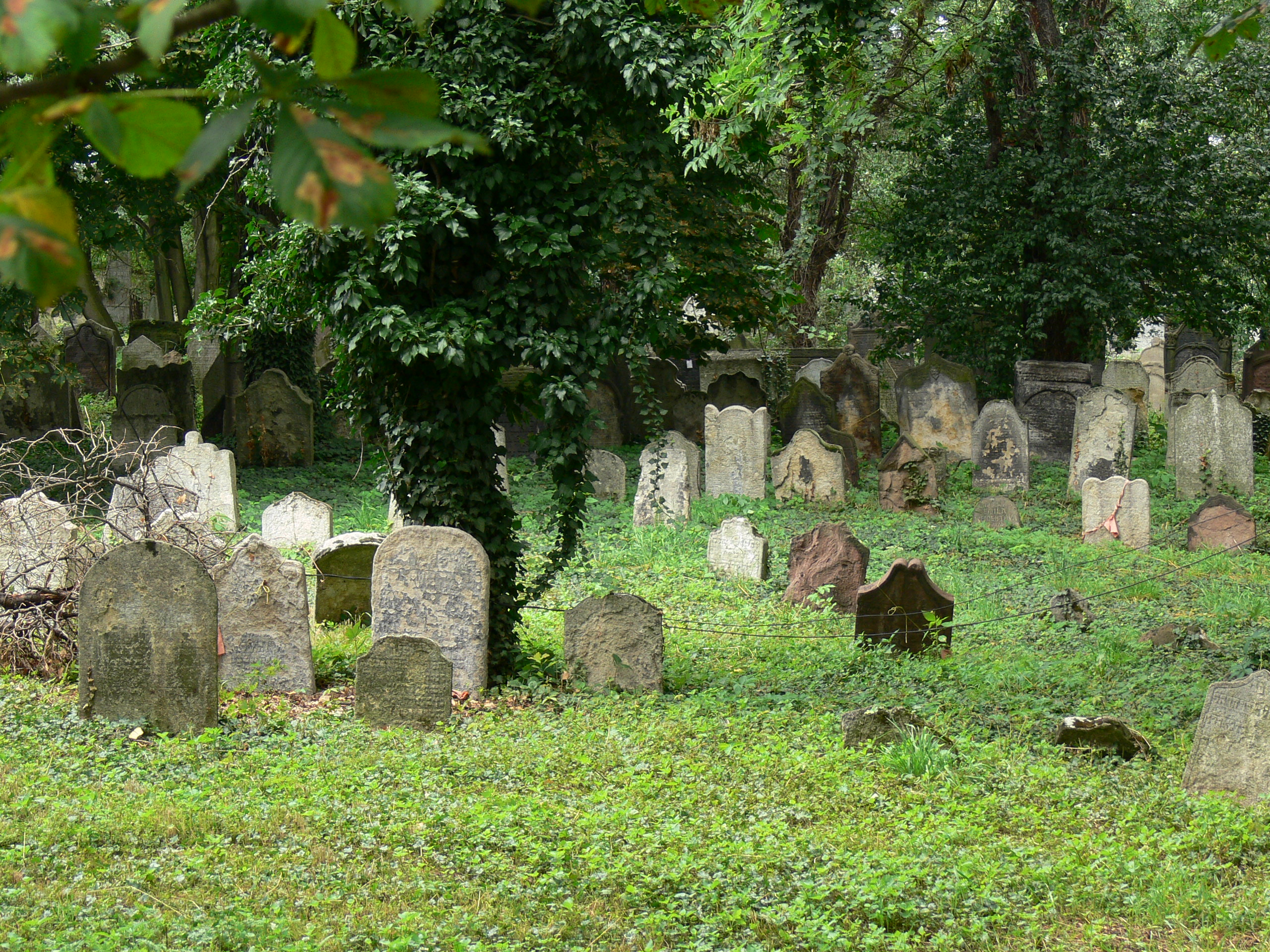
Starý židovský hřbitov v Kolíně, založený roku 1418

Za vlády Václava IV., na počátku jehož vlády žilo v Praze asi 750 židů (a měli k dispozici hřbitov na Novém Městě), se situace zhoršila. Ačkoli Václav byl někdy nazýván „filosemitou“, skutečnost byla taková, že roku 1385 zrušil veškeré dluhy u židovských věřitelů, mnohé z nich navíc nechal zatknout. Roku 1389 se o Velikonocích v nepřítomnosti krále odehrál v Praze velký pogrom, který vylíčil ve své elegii pražský rabín a básník Avigdor Kara, a jehož viníci zůstali nepotrestáni.
Vůči husitství cítili někteří židé zprvu sympatie a husitská revoluce skutečně zprvu oslabila feudální společenské vazby a uvolnila některá omezení, týkající se židů. Brzy však židé vystřízlivěli – husité rozpoutali na počátku 20. let 15. století několik pogromů, a v dalších deseti letech byli židé vyhnáni z některých měst, neboť platnost Statuta Iudaeorum v té době nikdo nezaručoval. Po skončení husitských válek se situace stala o něco stabilnější, přesto si však židé v žádném případě nemohli být jisti před vyháněním z měst (zejména kvůli konkurenci křesťanským řemeslníkům), ani před pogromy, které vypukaly zejména v dobách anomie (např. roku 1448 při dobytí Prahy Jiřím z Poděbrad či při pražském převratu roku 1483).

## Doba jagellonská

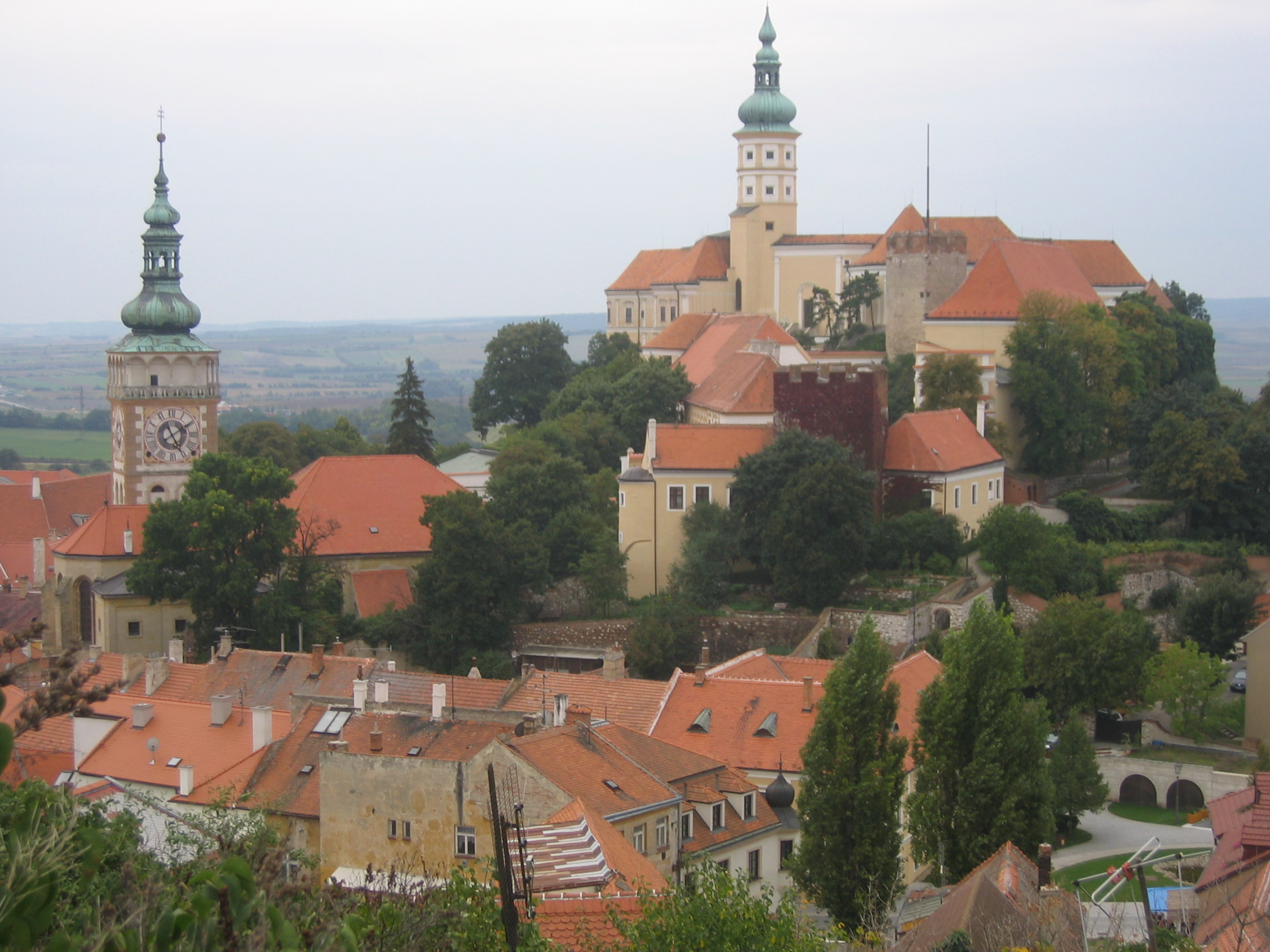
Židé se v 1. polovině 16. století nacházeli na bojišti mezi králem, městy a šlechtou. Nejsnesitelnější podmínky poskytovala židům šlechta, například v Mikulově

Během vlády Jagellonců se situace zlepšila jen málo. Královská moc byla oslabena a panovník jen těžce získával zpět své regály, včetně pravomoci nad židy. Od židů tak byly často různé poplatky požadovány dvojmo, městem i králem. Navíc zákaz lichvy, který až doposud pro křesťany platil, byl stále častěji porušován, takže zájem o židovské půjčky klesal. Židé se snažili zajistit si obživu i v řemeslech, kde se však stali konkurencí křesťanským řemeslníkům, takže napětí mezi křesťany a židy stoupalo, židé byli opět vyháněni z měst.
V průběhu 15. století a za vlády Jagellonců tak došlo k zásadní proměně židovského osídlení v českých zemích. Zatímco dříve žili židé převážně v královských městech, začali se v této době přesouvat na venkov a do poddanských měst pod pravomoc (zejména moravské) šlechty, která podnikavým židovským rodinám ochotně poskytovala zaměstnání i ochranu a která tak mohla účinněji hospodářsky soutěžit s královskými městy.

## Doba habsburská

### Vláda Ferdinanda I.
S nástupem Ferdinanda I. Habsburského na český trůn roku 1526 se situace pro židy začala vyvíjet slibně. Roku 1527 jim Ferdinand potvrdil jejich privilegia a v následujících 15 letech se počet pražských židů zdvojnásobil. Šlechta židy chránila, avšak ve městech židé představovali nebezpečnou konkurenci řemeslnickým cechům, které se kvůli svému konzervatismu jen těžko vyrovnávaly s rozvojem zahraničního obchodu a technologického pokroku. Naproti tomu židé žádnými cechovními pravidly svazováni nebyli, a tak mohli svou činnost poměrně snadno přizpůsobovat měnícím se podmínkám. Měšťané se proto neustále snažili vymoci si u krále vypovězení židů.
A k vyhánění skutečně docházelo. Zprvu se jednalo jen o jednotlivá města (roku 1522 byli židé vyhnáni z Opavy, 1535 z Hlubčic), roku 1541 bylo proti židům vzneseno obvinění, že způsobili požár Malé Strany a Hradčan a že jsou vyzvědači Turků, a byli vypovězeni z českých zemí. Jenže na Moravě a ve Slezsku šlechta neměla na vyhnání židů zájem, a tak vypovídací edikt nerespektovala. Vyhnanci z Čech se tudíž usazovali zejména v těchto oblastech.
Po porážce stavovského povstání roku 1547 se však významně změnil poměr sil mezi králem, šlechtou a městy – moc měst byla zlomena, takže si nemohli dovolit protestovat proti Ferdinandovu rozhodnutí z roku 1545, kterým povoloval židům návrat do Čech, avšak roku 1557 měšťané obvinili židy v vývozu stříbra a dosáhli dalšího vypovězení z Čech, ke kterému však kvůli byrokratickým průtahům fakticky nedošlo.

### Období dvorských židů (rudolfinské období a třicetiletá válka)

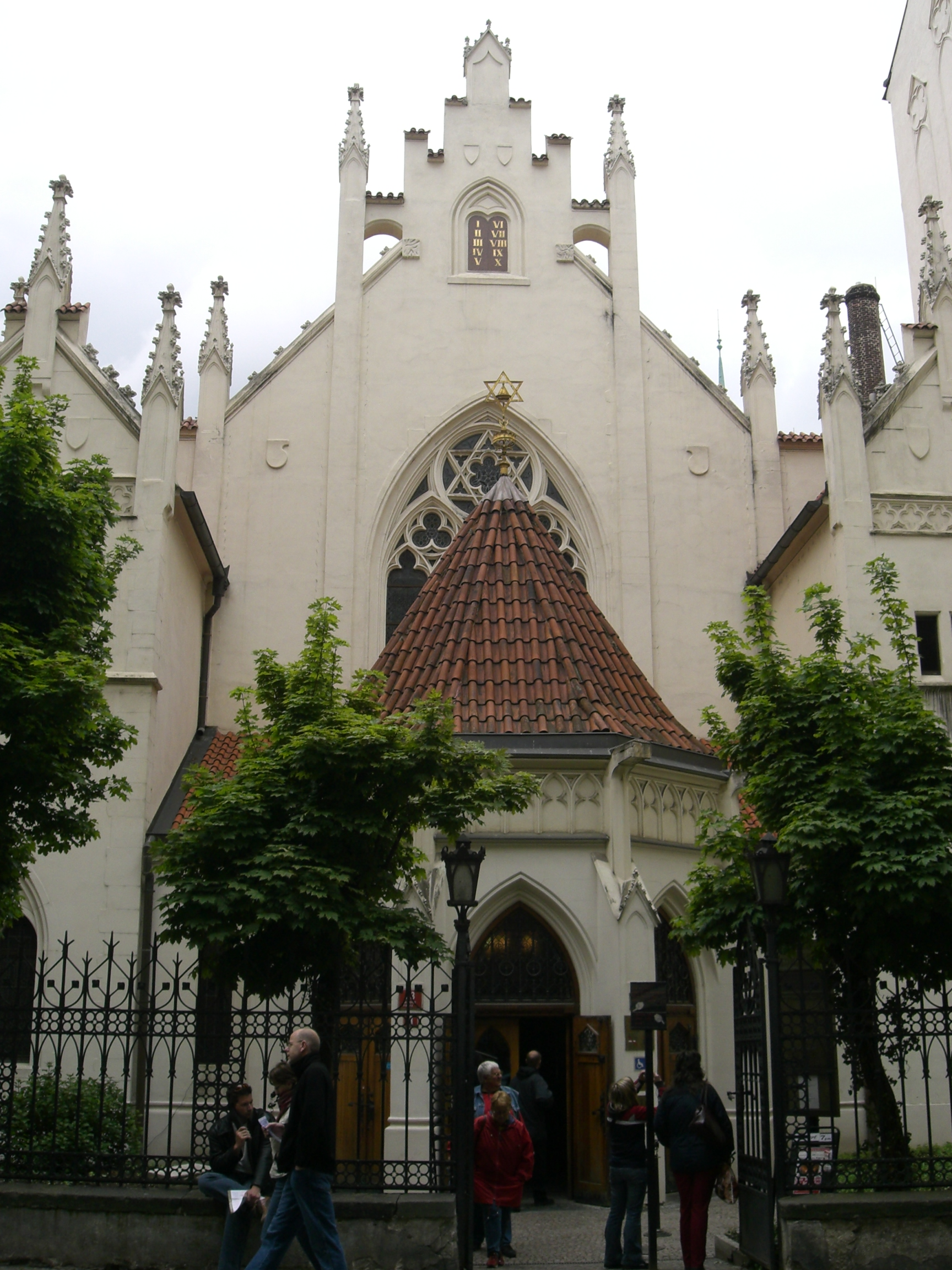
Maiselova synagoga postavená dvorským židem Rudolfa II.

Za vlády Maxmiliána II. se situace o něco zlepšila, neboť roku 1567 jim potvrdil jejich privilegia, avšak skutečný rozvoj židovského společenství nastal za vlády jeho syna Rudolfa II., který na stížnosti měšťanů proti židům neslyšel, což židům přeneslo po dlouhé době vytouženou stabilitu poměrů. Rudolf II. využíval služeb dvorského žida Mordechaje Maisla, který financoval mnohé stavby v židovském ghettu (Židovská radnice, Vysoká synagoga, Maiselova synagoga). Podobně se rozvíjely i další židovské obce v českých zemích.
Svůj zlatý věk židé zažívali nejen po stránce materiální, ale také duchovní. V českých zemích působili mnozí učenci, např. Maharal, Jom Tov Lipmann Heller, historiograf David Gans, nebo kabalista Ješaja Horowitz. V Praze byla navíc v provozu hebrejská tiskárna rodiny Gersonidů, která byla v provozu od roku 1527.
Během třicetileté války se židé postavili na stranu Habsburků, neboť postojem stavů si nemohli být jisti. Habsburkové zas od židů potřebovali obrovské sumy na vedení války, za což se jim dostalo relativního bezpečí a zrušení některých omezení (především byly zvětšeny svobody v oblasti řemesel a volnost v usidlování v celé zemi). Vysoké půjčky způsobovaly chudnutí židů, navíc riskantní machinace s penězi (aféra dlouhé mince) vedly k pádu židovského obchodníka Jakoba Baševiho. Židé, stejně jako ostatní obyvatelstvo, nesli obtíže války a v Praze se například roku 1648 účastnili obrany města proti Švédům. Tragický osud kroměřížských Židů po dobytí Kroměříže Švédy během třicetileté války barvitě líčí Kroměřížská selicha.

### Období „úředního antisemitismu“

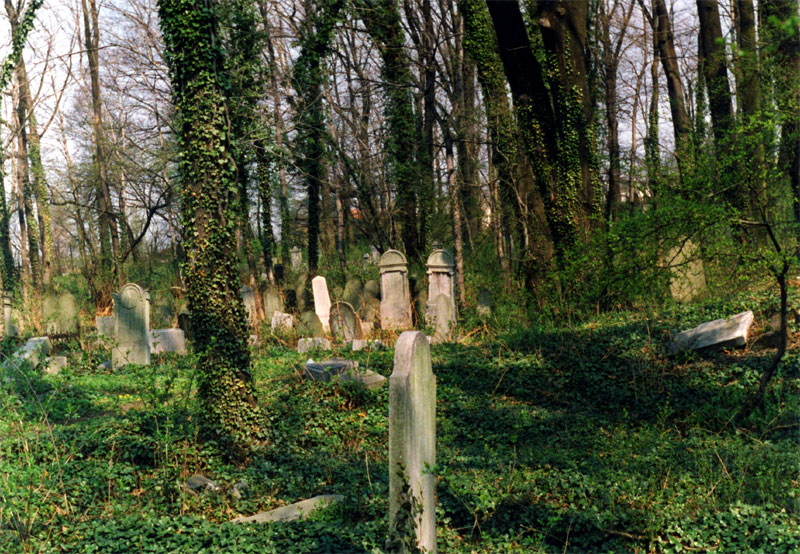
Nepříznivé podmínky v Čechách vedly některé židy k přesouvání do periferních oblastí, např. do Rakouského Slezska; židovský hřbitov v Těšíně

Po skončení války již židovské půjčky nebyly tolik potřeba, navíc židy získaná privilegia byla trnem v oku českému zemskému sněmu. Hospodářskou situaci navíc zhoršoval proud uprchlíků z Haliče, kde nejdříve zuřily pogromy Bohdana Chmelnického a pak švédsko-ruské války. Český zemský sněm proto roku 1650 opět zrušil židovské výsady a na Leopoldu I. si roku 1681 vymohl vypovězení židů z těch míst, kde nebydleli před rokem 1657, což sice v podstatě znamenalo uznání statu quo, zároveň však toto opatření bránilo rozšiřování židovského osídlení.
Na Moravě byla situace o něco příznivější. Na rozdíl od Vídně, odkud byli židé roku 1670 pro údajnou spolupráci s Turky vyhnáni. Tito uprchlíci našli nové útočiště v Kroměříži u biskupa Karla II. z Lichtenštejna-Kastelkornu a posílili moravské židovské komunity, které nyní začaly vznikat i na severovýchodě této země. Příznivější podmínky však skýtalo židům zejména těšínské knížectví.
Situace se však ještě více zhoršila za Karla VI., který vydal roku 1726 translokační reskript, který nařizoval opětovné uzavření židů do ghett, a familiantský zákon, stanovující numerus clausus (maximální počet židovských rodin v zemi, důsledkem bylo, že ženit se legálně mohli pouze prvorození synové). Nicméně ještě horším opatřením byli židé stiženi výnosem Marie Terezie, která je roku 1744 kvůli údajné spolupráce s protivníkem při válce s Pruskem a pruské okupaci Prahy vypověděla z Čech a o rok později i z Moravy i Slezska.
Avšak po odchodu židů z Prahy město zaznamenalo obrovský hospodářský pokles, a tak bylo od dalšího vyhánění upuštěno, takže ostatních židů v Čechách, na Moravě a ve Slezsku se vyhoštění prakticky nedotklo. Oficiálně byl židům povolen návrat roku 1748 za tzv. toleranční daň. O deset let později císařovna navíc ještě zatížila židy středověkou povinností nosit zvláštní označení.

### Období osvícenství

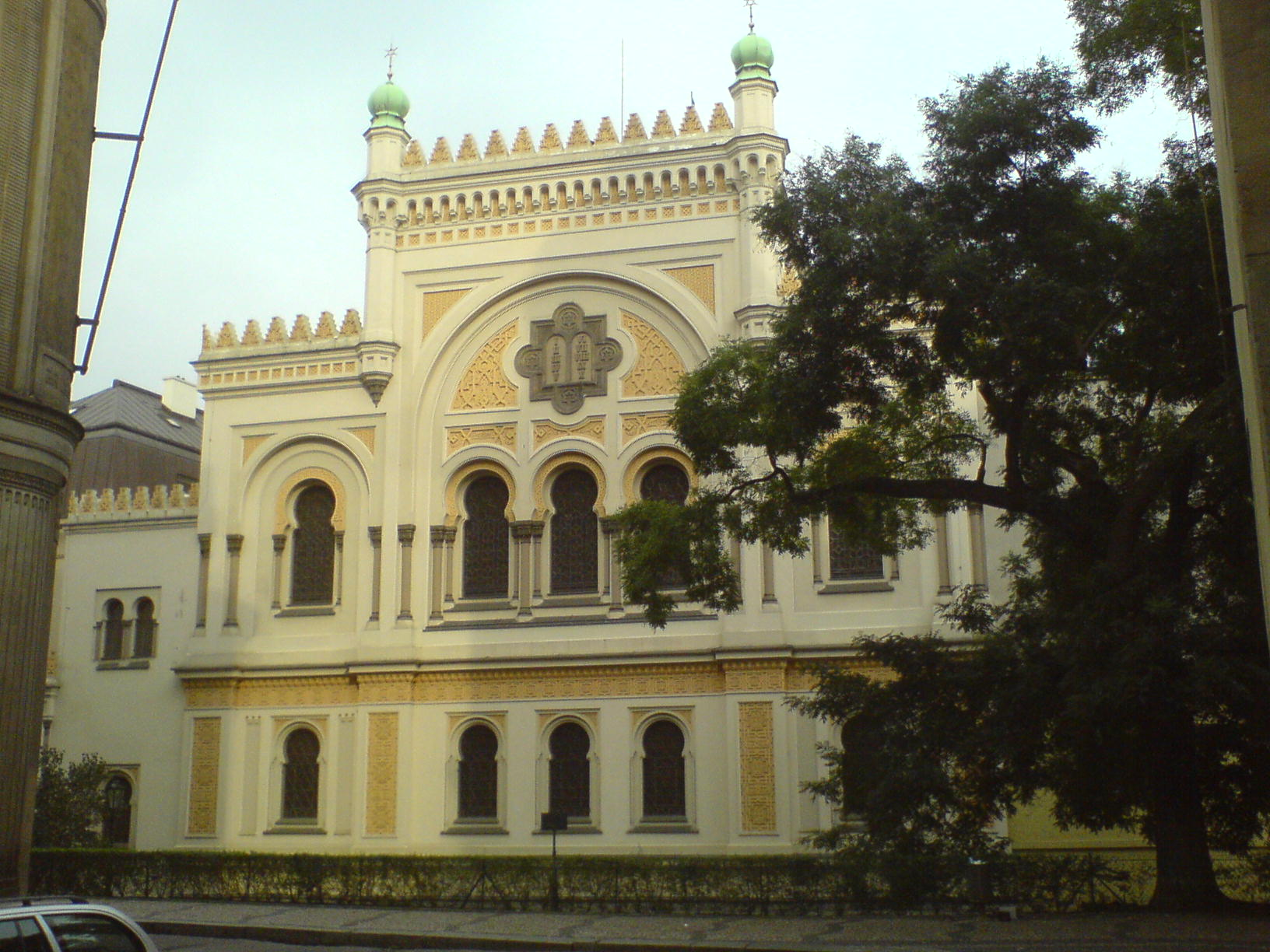
Reformy v judaismu se projevily i v maurském slohu synagog, jehož vrcholem se v českých zemích stala pražská Španělská synagoga (1868)

Obrat nastal, když se vlády ujal Josef II., který roku 1781 zrušil nevolnictví a označování židů, umožnil židům přístup k univerzitnímu vzdělání. Veškerá opatření však měla za cíl nikoli poskytnout židům svobodu, ale začlenit je do služeb státu, takže císař rovněž nařídil omezení pravomoci židovské samosprávy, nařídil židům přijmout německá jména a příjmení (aby byl usnadněn styk židů s úředníky, pro které byla hebrejská jména nesrozumitelná), rovněž numerus clausus zůstal nadále v platnosti, stejně jako toleranční daň. Opatření ohledně židů pak pro Království české roku 1797 shrnul Systemální patent.
Tyto změny mnohé židy podnítily k asimilaci, tj. ke splynutí s křesťanským okolím, čímž se snažili získat stejné postavení jako křesťané. Ve stejné době začaly do českých zemí pronikat z německých zemí myšlenky haskaly, která reagovala na asimilacionismus a snažila se vyzdvihnout hodnotu židovství, byť za cenu odložení mnoha tradičních zvyků. Výsledkem střetu mezi haskalou a tradičním judaismem pak byl vznik reformního judaismu, který se snažil přizpůsobit judaismus požadavkům moderní doby, aniž by však byly dotčeny základy židovské víry.

### Asimilace nebo sionismus?
Změny v židovstvu pokračovaly i v 19. století. Velký vliv sehrál rozvíjející se nacionalismus a židé se tak rozdělili mezi dvě myšlenková hnutí. Příznivci asimilace (v nastávající době sekularizace společnosti již nebyl nutnou podmínkou křest) upřednostňovali sblížení se s německou či českou kulturou, takže se z nich stávali Němci či Češi „izraelského vyznání“ (resp. „mojžíšského“). Naproti tomu sionisté zdůrazňovali národní a kulturní svébytnost židů.
Oba proudy vytvářely své vlastní spolky (sionistické, česko-židovské či německo-židovské), což bylo umožněno další liberalizací – po revoluci roku 1848 židé získali svobodu pohybu, usidlování a sňatků, zároveň byla ukončena platnost numeru clausu a židé již nadále nemuseli platit toleranční daň. Roku 1867 byly tyto změny potvrzeny ústavou, která židům přiznala stejná práva jako ostatním obyvatelům země. Židé se tak mohli stěhovat do dříve zakázaných míst, počet židovských obcí stoupal, takže roku 1890 musel být vydán zákon, který vzniku a fungování židovských obcí dával řád.
Rozmach nacionalismu však nevedl jen k sionismu, ale také k antisemitismu, který byl na rozdíl od náboženského antijudaismu motivován právě myšlenkou národa a národního boje – židovský národ se stal konkurentem ostatním národům. Nacionální propaganda vedla často k nenávisti vůči ostatním národům a nevraživost vůči židovskému národu se projevila roku 1899 při hilsneriádě, při které se vynořilo nepodložené obvinění polenského žida Leopolda Hilsnera z rituální vraždy, jež vyvolalo hysterickou vlnu antisemitismu. Toto obvinění tehdy veřejně kategoricky odmítl Tomáš Masaryk a dobrovolně se pak v procesu angažoval jakožto Hilsnerův advokát. Nadále se stupňovaly nálady proti Židům jakožto celku. Antisemitismus byl také projevem žehrání na úspěšné židovské podnikatele, kteří stáli u zrodu mnoha významných továren (např. Kolben – ČKD; Rotschild – OKD; Waldes – Koh-i-noor; Fürth - SOLO Sušice; Bloch – Porcelánka Dubí; Löwy Moser – Moser; Petschek, Bondy, a další) a značnou měrou se podíleli na ekonomické prosperitě ČSR. Zároveň však byly verbální útoky na židy prostředkem politického boje a k získání hlasu voličů.

## Československo

### První republika

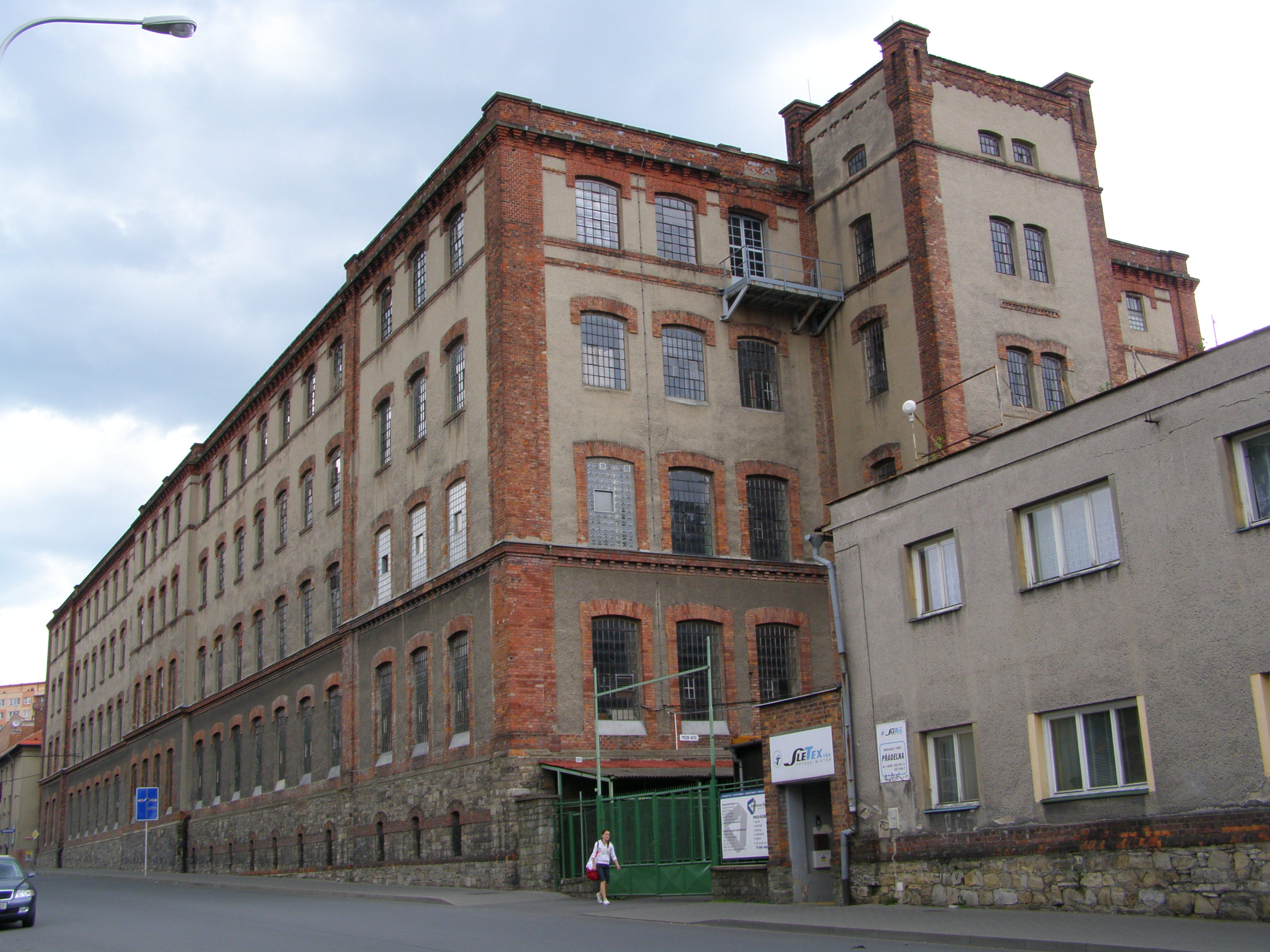
Frýdecká textilka postavená židovským podnikatelem; ačkoli židé v tomto městě tvořili jen 2% místního obyvatelstva, vlastnili víc než polovinu místních továren

Vznik Československé republiky židé přijali rozpačitě, někteří nový stát uvítali, jiní však byli dosti opatrní. Svůj vliv na to měl i poslední pogrom na našem území, který se udál v Holešově ve dnech 3. – 4. prosince 1918. Při něm bylo systematicky vydrancováno 50 židovských domácností a provozoven, některé byly vypáleny. Pogrom iniciovali čerstvě se navrátivší vojáci Československé armády, k nimž se posléze přidali holešovští obyvatelé. Vojáci v rámci rabování zastřelili dva lidi, Heřmana Grünbauma a Hugo Gretzera, kteří se snažili bránit svůj majetek.
Nakonec však pozitivní přístup převážil a židé se aktivně zapojili do politického i hospodářského života republiky. Ve snaze oslabit německou národnost bylo židům umožněno přihlásit se k „židovské národnosti“ a židé dokonce založili Židovskou stranu, která ve volbách roku 1929 a 1935 získala v parlamentu několik křesel. Rovněž vzniklo i mnoho židovských sportovních (např. Makabi) a sionistických spolků.
Vedle sionistů však rozvíjeli svou činnost také asimilanti, kteří byli reprezentováni zejména Svazem Čechů-židů. Právě z okruhu asimilantů vzešlo mnoho česky i německy píšících spisovatelů a básníků, jako Karel Poláček, Jiří Langer, Egon Hostovský, Jiří Orten, Franz Kafka, Max Brod, Egon Erwin Kisch, nebo malíř Robert Guttmann a sochař Otto Gutfreund, skladatelé Hans Krása a Pavel Haas, bratr slavnějšího herce Huga Haase.
Ekonomický vliv si židé zachovali, stáli u zrodu a rozvoje mnohých podniků, které fungují dodnes (Avia, ČKD, Slezan, SOLO Sušice, Moser aj.). Velká hospodářská krize tak židovské podnikatele citelně zasáhla, navíc znovu přispěla k vzestupu protižidovských nálad.

### Předzvěsti tragédie a holocaust

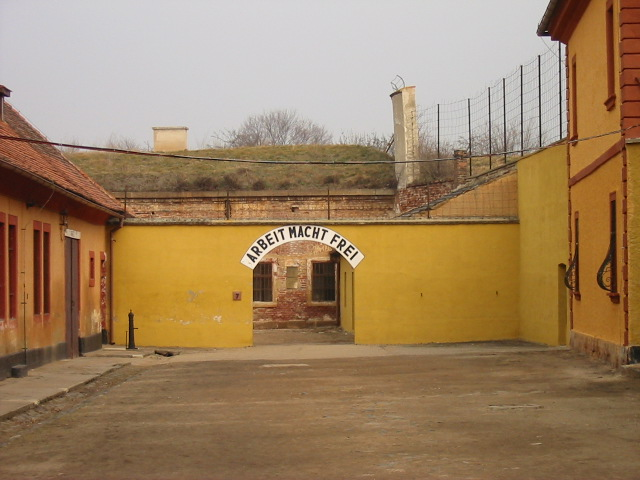
KT Terezín byl pro většinu židů jen přestupní stanicí při cestě do vyhlazovacích táborů

Krom hospodářské krize se židovského společenství dotklo i dění v Německu, kde roku 1933 vzniklo nacistické Německo, které o pět let později zabralo svrchované území Rakouska. Mnozí židé z těchto zemí hledali útočiště v Československu. Jen málo československých židů vzalo tyto varovné signály vážně a opustilo zemi. Již za druhé republiky byla přijata některá protižidovská opatření, např. advokátní a lékařská komora vyloučily svoje židovské členy a zbavily je tak možnosti vykonávat profesi.
Po vzniku Protektorátu Čechy a Morava v březnu 1939 byli Židé postupně systematicky vyřazováni z hospodářského i společenského života. Veškeré židovské záležitosti měla na starosti Ústředna pro židovské vystěhovalectví, která se zprvu snažila Židy donutit, aby emigrovali do zahraničí, pak však změnila strategii a začala připravovat realizaci tzv. „konečného řešení židovské otázky“. Ústředna donutila pražskou židovskou náboženskou obec poslušně vykonávat nacistická nařízení a podílet se na deportacích Židů mj. do koncentračního tábora Terezín, které začaly na podzim 1941 a na počátku roku 1943 bylo na svobodě už jen na 3 tisíce Židů.
Z Terezína byli Židé deportováni na Němci okupovaná území Sovětského svazu či Polska. Terezín měl nicméně mezi ostatními koncentračními tábory zvláštní postavení, neboť krom své funkce při vyhlazování Židů sehrál roli také při nacistické propagandě, když nacisté upravenými ulicemi Terezína provedli několik delegací Červeného kříže.
Při vzniku Protektorátu Čechy a Morava žilo na tomto území přes 120 tisíc Židů. Asi 30 tisícům Židům se podařilo emigrovat, avšak drtivá většina ostatních byla deportována. Počet českých židovských obětí holocaustu není přesně znám, zavražděno však bylo minimálně 80 tisíc Židů. Řada židů se během války aktivně zapojila do odboje a tvořili nezanedbatelnou část zahraniční československé armády. V některých jednotkách zahraničního sboru v SSSR tvořili židé až 70 %.

### Poválečné a komunistické Československo

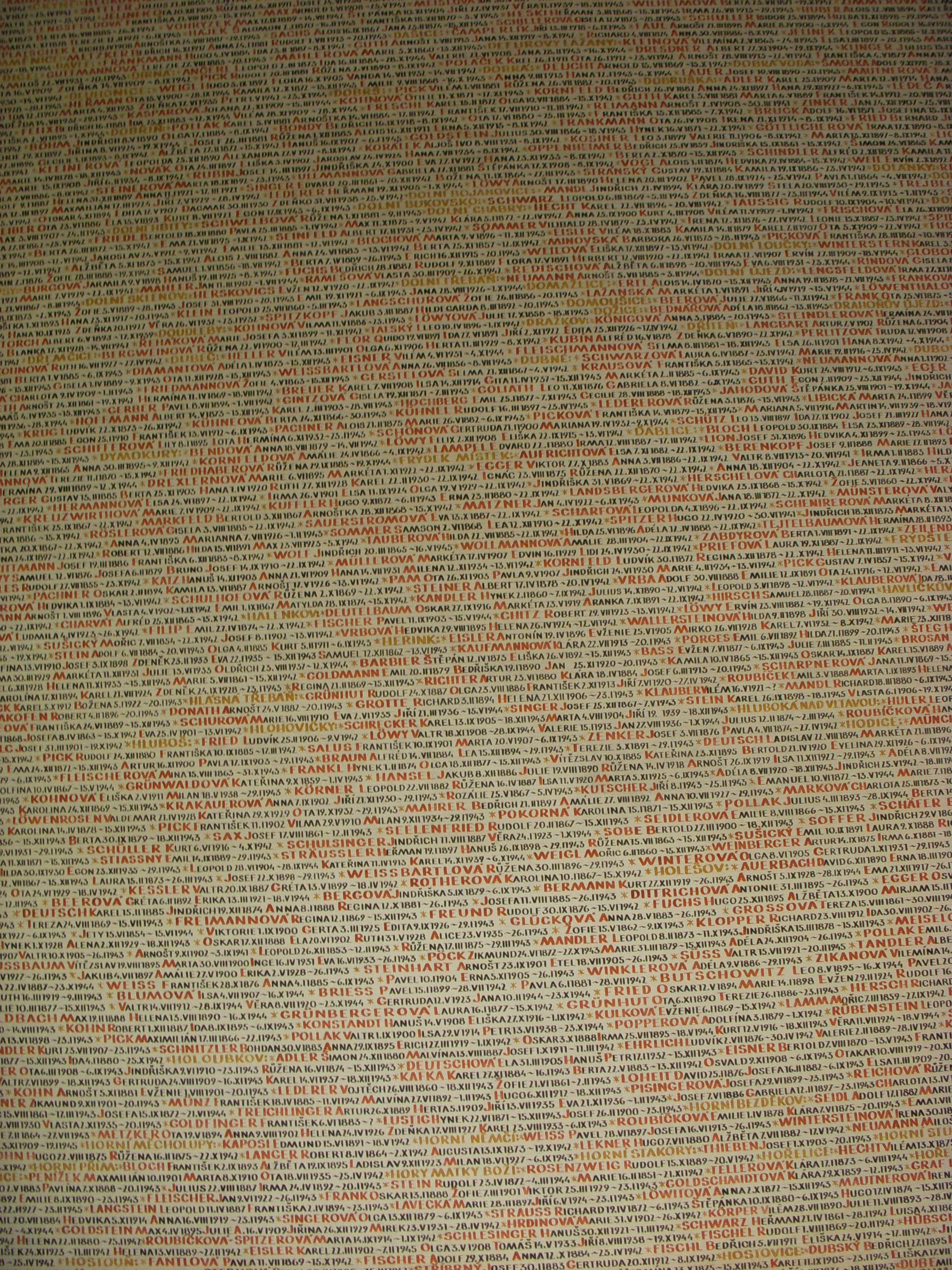
Jména českých židovských obětí holocaustu v Pinkasově synagoze

Židé, kteří řádění nacistů přežili a vrátili se, nebyli vždy zrovna vítáni, obzvlášť ne těmi, kteří již s jejich návratem nepočítali a nyní se obávali restitucí. Ovšem restituce továren dříve vlastněných židy byla v době znárodňování prakticky nemožná. Židé, kteří se hlásili k německé národnosti, byli po válce pronásledováni jako Němci. Mnozí židé ani neměli chuť dále v Evropě setrvávat a odešli do mandátní Palestiny. Ti, kteří zůstali, si mnohdy ze strachu nechali změnit jméno.
Komunistický režim začal velmi brzy vůči židům vystupovat nepřátelsky a znovu vyvolával antisemitské předsudky. Na vlně lidového antisemitismu participoval i proces s Rudolfem Slánským a tzv. „spikleneckým centrem“, v němž ze 14 obviněných bylo 11 označeno jako „židovského původu“, jak zdůraznilo Rudé právo. Z jedenácti popravených pak bylo osm židovského původu. Podobně jako i u jiných vyznání, byla i židům omezena jejich náboženská svoboda. V padesátých letech byly rovněž zinscenovány procesy, jejichž obětí byli lidé, kteří se angažovali v pomoci Izraeli v roce 1948 a později (Eduard Goldstücker). Také diplomatické styky s Izraelem, který koncem 40. let Československo podporovalo, byly roku 1967 po šestidenní válce přerušeny.
Po kratičkém uvolnění v období pražského jara mnozí židé emigrovali hned po sovětské okupaci, ostatní pak čekala nová vlna perzekucí – v rámci operací Státní bezpečnosti v 70. a 80. letech, nazvaných Asanace a Pavouk, byla řadě Židů „nabídnuta“ možnost vystěhování se z ČSSR, což většina využila. I přes perzekuci ze strany státních orgánů se však podařilo udržet náboženský život v židovských obcích.

## Současnost

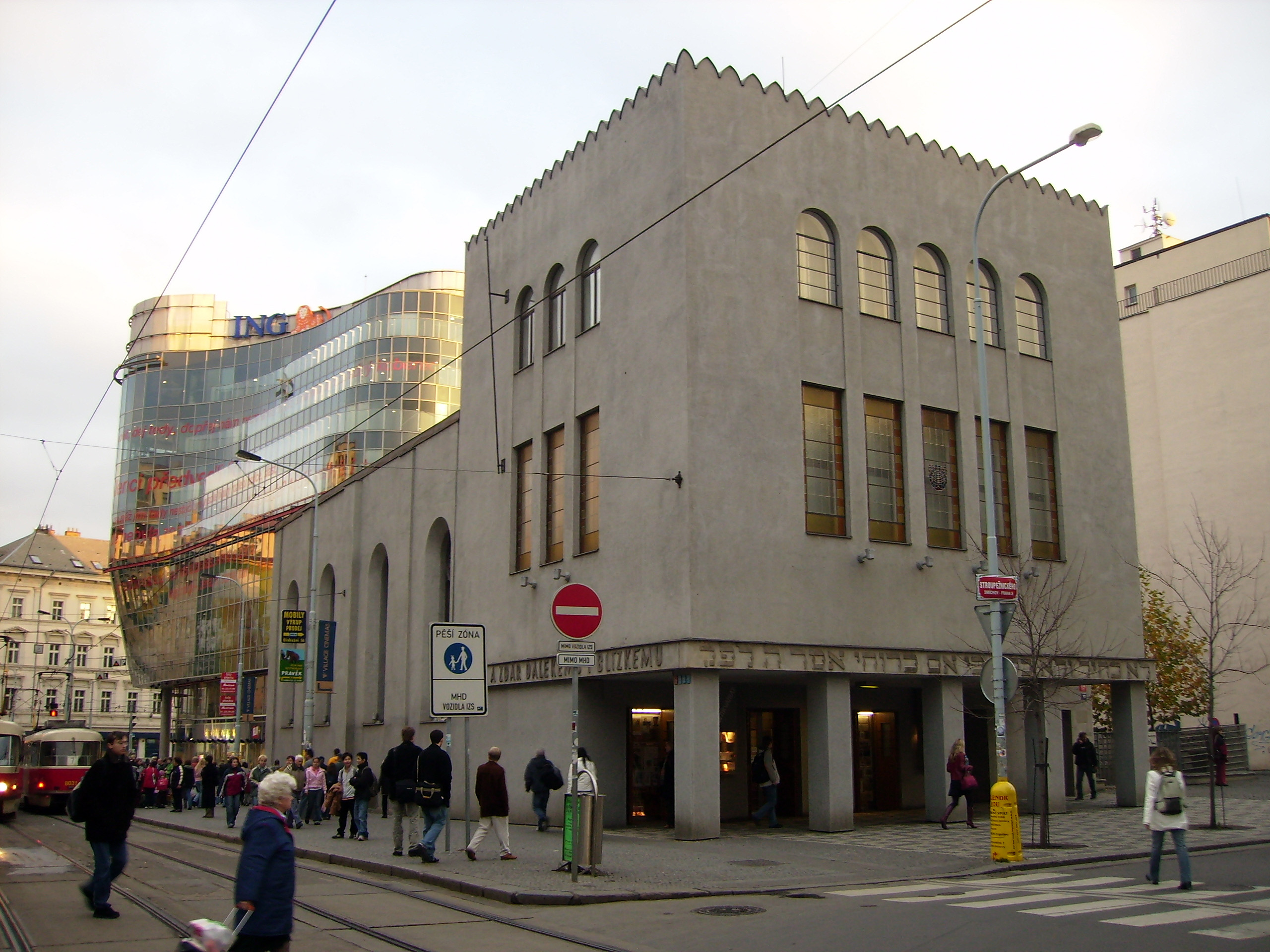
Smíchovská synagoga, sídlo Archivu židovského muzea v Praze

Sametová revoluce a změna společenského zřízení v roce 1989 se pozitivně odrazila i na životě židovských komunit v Čechách, na Moravě a ve Slezsku. Roku 1991 byla dříve komunisty ovládaná Rada židovských náboženských obcí přeměněna na Federaci židovských obcí (FŽO), která v současnosti sdružuje deset židovských obcí na území České republiky. Rozvoj židovského náboženského života signalizoval i nárůst židovských komunit (kromě ortodoxních i o konzervativní a reformní) a kulturních akcí se židovskou tematikou. Zároveň se snížil věkový průměr členů židovských obcí a řada z nich byla obohacena o navrátivší se členy ze zahraničí, nebo o potomky asimilovaných Židů z první poválečné generace. Dnes[kdy?] žije v Česku asi 4000 osob židovského vyznání. Podle sčítání roku 2021 nastal dramatický propad, údaje ve sčítání jsou však uvedeny v různých kategoriích: K samotné Federaci židovských obcí v ČR se hlásí 474 osob, dalších 1 427 se však hlásí k judaismu obecně. To se blíží údaji Federace židovských obcí, která uvádí kolem 3 000 členů, které registruje. Rovněž také porovnání s předpokládaným údajem 15–20 000 lidí židovského původu ukazuje obavy z antisemitismu při oficiálním uvádění své příslušnosti (náboženské či národnostní).
Židovské komunity mohou opět svobodně provozovat náboženské a kulturní aktivity, mezi kterými je zahrnuta i prezentace izraelské kultury v České republice, za komunistického režimu de facto bojkotovaná. Mezi tyto činnosti patří také publikační aktivita, FŽO podporuje nakladatelství Sefer a měsíčník Roš chodeš.
Byly rovněž zřízeny instituce, které mají napomáhat poznávání dějin a kultury židů v českých zemí, mezi něž patří zejména Židovské muzeum v Praze (součástí je i Archiv židovského muzea v Praze) nebo Terezínská iniciativa.
Od roku 2008 jsou v českých městech (Brno, České Budějovice, Kolín, Kroměříž, Nymburk, Neratovice, Milovice, Mladá  Boleslav, Olomouc, Ostrava, Praha, Teplice, Třeboň, Liberec, Žatec, Jindřichův Hradec, Mělník) jako zvláštní upomínka obětí holokaustu instalovány Stolpersteine, česky zvané kameny zmizelých.

### Vztah judaismu s jinými náboženstvími
Vztah židů s jinými náboženskými komunitami v Česku v roce 2011 zhodnotil ředitel Židovského muzea v Praze Leo Pavlát jako „vynikající“. Uvedl, že nejsou problémy ani s křesťany, ani s muslimy. Poté si trochu posteskl a dodal: „Nedávno ale proběhlo jedno vyhrocené kázání v mešitě v Brně.“